# Pegaso Z-102
Pegaso Z-102 – samochód sportowy produkowany przez hiszpańską firmę Pegaso w latach 1951-1958. Dostępny był jako 2-drzwiowe coupé oraz kabriolet. Do napędu używano silnika V8 o pojemności 2,5, 2,8 oraz 3,2 l. Moc przenoszona była na oś tylną poprzez 5-biegową manualną skrzynię biegów.

## Dane techniczne
| Wersja | Silnik:                                         | Producent: | Śr. × skok tłoka:   | Stopień sprężania: | Moc maks:                            | Maks. moment obrotowy      | V-max:   |
| ------ | ----------------------------------------------- | ---------- | ------------------- | ------------------ | ------------------------------------ | -------------------------- | -------- |
| 2.5    | V8 2,5 l (2474 cm³), 2 zawory na cylinder, DOHC | Pegaso     | 75,00 mm x 70,00 mm | 8,00:1             | 167 KM (123 kW) przy 6500 obr./min   | 187 N•m przy 3900 obr./min | 201 km/h |
| 2.8    | V8 2,8 l (2816 cm³), 2 zawory na cylinder, DOHC | Pegaso     | 80,00 mm x 70,00 mm | 7,80:1             | 172 KM (126,8 kW) przy 6500 obr./min | 217 N•m przy 3600 obr./min | 193 km/h |
| 3.2    | V8 3,2 l (3178 cm³), 2 zawory na cylinder, DOHC | Pegaso     | 85,00 mm x 70,00 mm | 8,50:1             | 226 KM (166,3 kW) przy 6000 obr./min | 271 N•m przy 4700 obr./min | 201 km/h |
| 3.2    | V8 3,2 l (3178 cm³), 2 zawory na cylinder, DOHC | Pegaso     | 85,00 mm x 70,00 mm | 8,00:1             | 213 KM (156,6 kW) przy 6500 obr./min | b/d                        | b/d      |
| 3.2    | V8 3,2 l (3178 cm³), 2 zawory na cylinder, DOHC | Pegaso     | 85,00 mm x 70,00 mm | b/d                | 279 KM (205,1 kW) przy b/d           | b/d                        | 257 km/h |

## Galeria

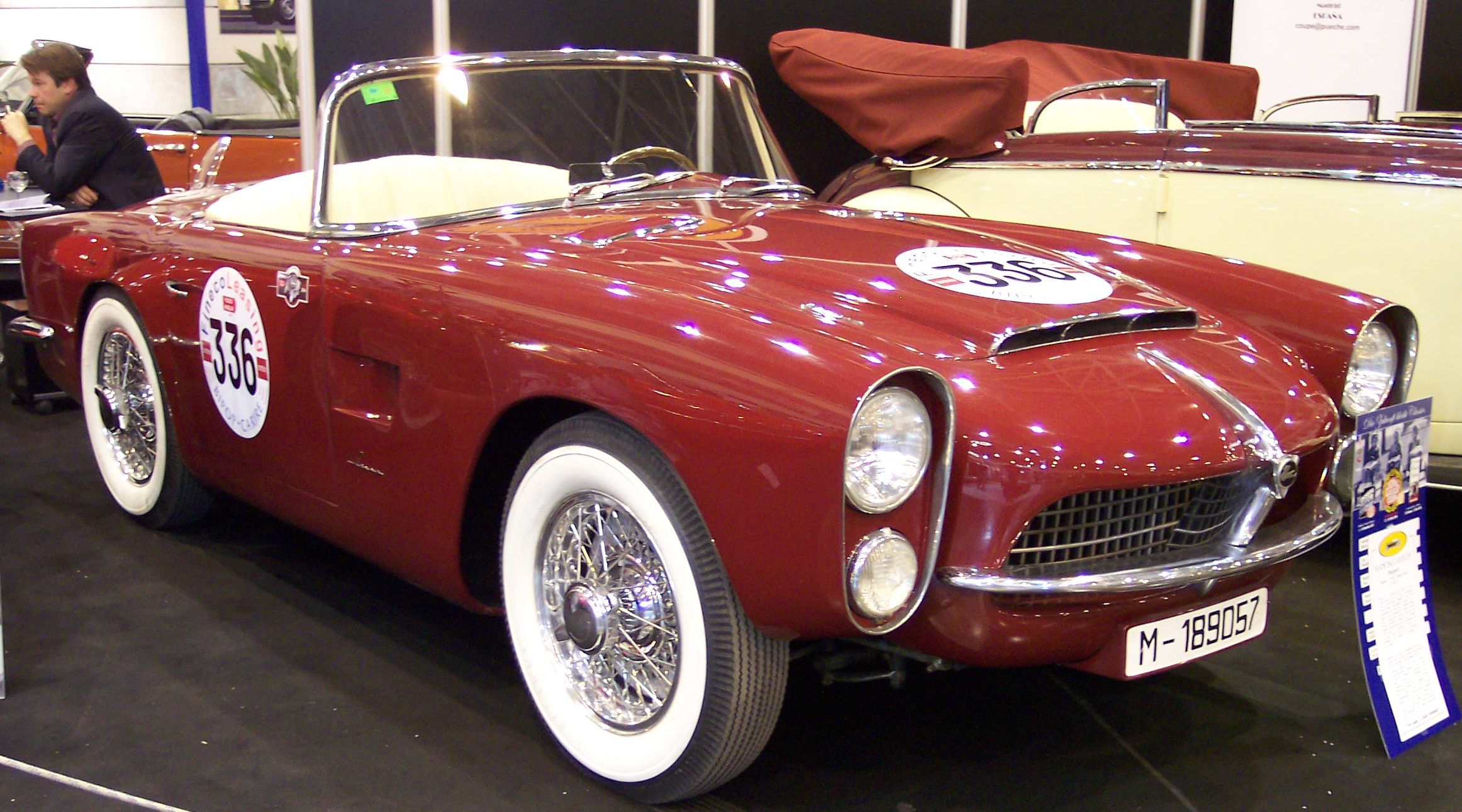
Pegaso Z-102 kabriolet
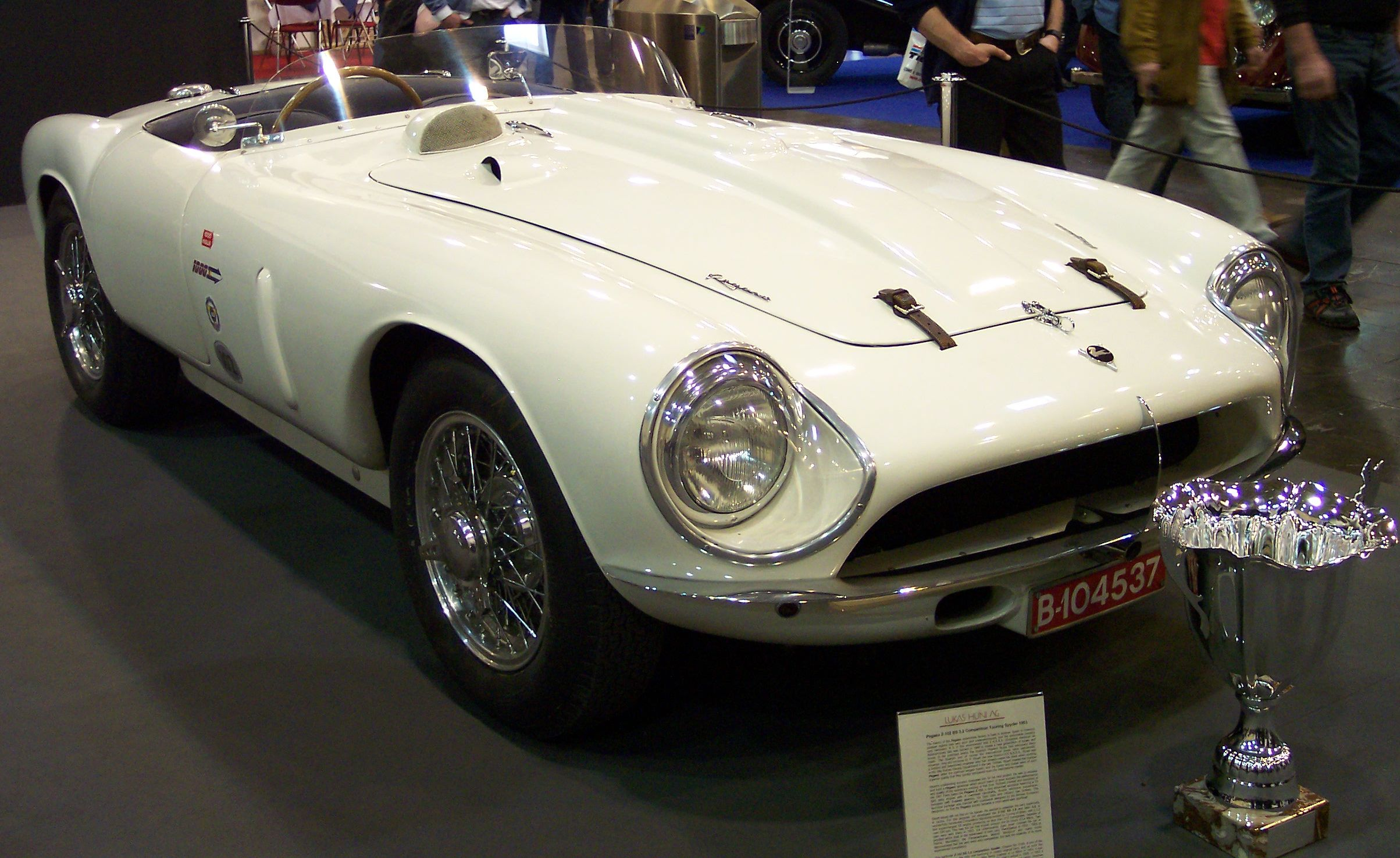
Pegaso Z-102 BS
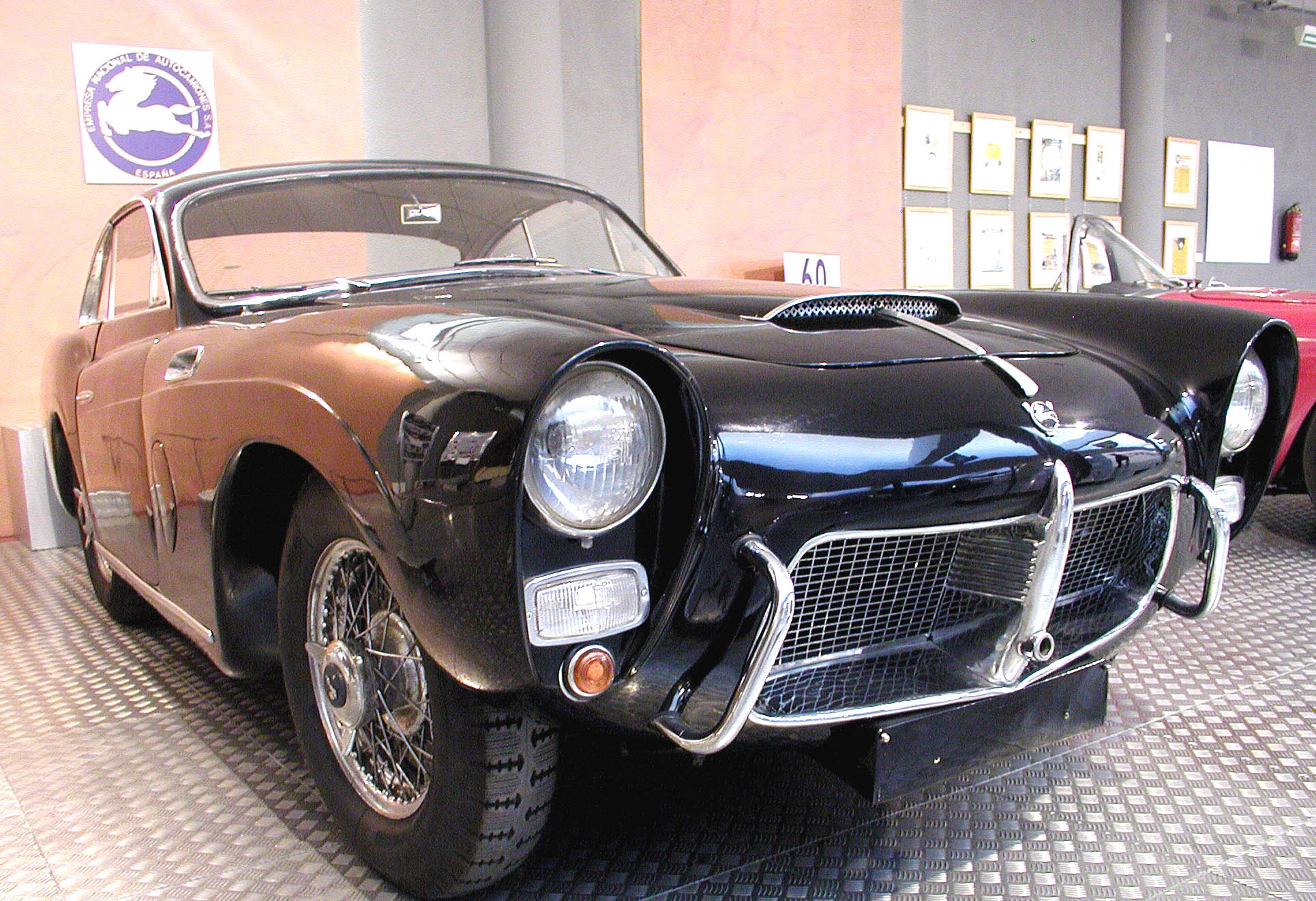
Pegaso Z-102 "Saoutchik"
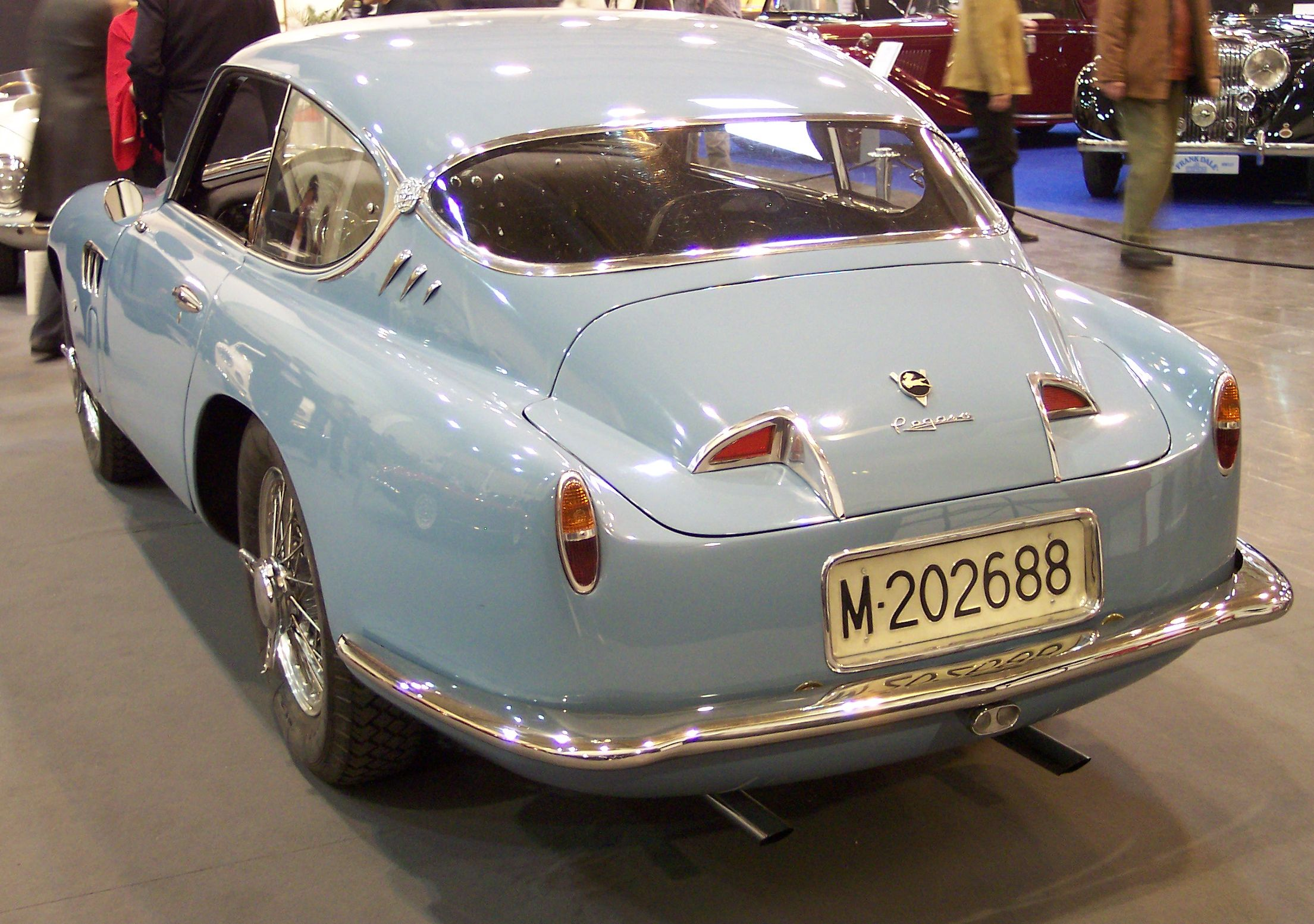
Pegaso Z-102 B - tył pojazdu